# Khonshu (cómic)
Khonshu es un personaje que aparece en los cómics estadounidenses publicados por Marvel Comics.  Apareció por primera vez en Moon Knight #1 (noviembre de 1980), creado por Doug Moench y Bill Sienkiewicz, y está basado en el dios lunar egipcio Jonsu. Es miembro del panteón heliopolitano y patrón del Caballero Luna. 
Khonshu aparece la serie de televisión Moon Knight (2022), parte del Universo cinematográfico de Marvel, interpretado por Karim El-Hakim y con la voz de F. Murray Abraham.

## Biografía ficticia
Mientras Khonshu poseía al Caballero Luna durante el tiempo del héroe con los Vengadores de la Costa Oeste, Khonshu a menudo se mostraba como un dios en gran parte benévolo que quería ayudar al equipo. A veces se mostró en conflicto sobre si debería revelar sus poderes y qué era digno de ello. Pudo resistir sin esfuerzo ser controlado por el mutante La Voz. Sin embargo, se muestra que se convierte cada vez más en un papel antagónico de Caballero Luna a partir de la serie de 2006, donde más tarde se convertiría en el principal antagonista de la serie Moon Knight de 2016 y la historia de la era de Khonshu en la carrera de Jason Aaron.
El volumen 4 de Moon Knight inicialmente trata a Khonshu de una manera bastante diferente, retratándolo como un dios de la venganza duro e implacable que se fortalece por el miedo que inspira su avatar. En consecuencia, está bastante preparado para manipular a los aliados y enemigos de Marc Spector para revivir la carrera de Caballero Luna, y es muy crítico con Spector. Al igual que con muchas historias de Caballero Luna, la línea entre la realidad y la alucinación a veces se difumina intencionalmente, pero los aspectos del arte y la historia sugieren fuertemente que las acciones de Khonshu son completamente reales. Khonshu también aparece como una estatua, pero principalmente conversa con Caballero Luna en la forma mutilada de Bushman, un villano que murió cuando Spector le cortó la cara. Khonshu llama a esto su 'mejor trabajo'. Caballero Luna finalmente rompe la influencia de Khonshu, viendo al dios como una escala en línea con una cucaracha.
Chons, más conocido como Khonshu, se decía que era hijo de Atum (conocido por los dioses egipcios como Ammon Ra) y de Amaunet, diosa del aire del panteón Ogdoad.Otro relato decía que Khonshu era, de hecho, el hijo adoptivo de Amon Ra. Era hermano de Montu, y posiblemente de Bes y Ptah, y era hermano o medio hermano de Bast y Sekhmet.Según Knull, Khonshu era en realidad una "sombra mayor, vestida con una leyenda local".
Alrededor del año 1.000.000 a. C., Khonshu se ofendió porque no le ofrecieron ser miembro de los Vengadores de la Edad de Piedra y eligió un avatar mortal, el primer Caballero Luna conocido, para hacer cumplir su voluntad en la Tierra y antagonizar a los Vengadores en su nombre, lo que finalmente llevó al establecimiento del Culto de Khonshu y una sucesión de Caballeros Luna. Khonshu y Ra han estado en guerra durante milenios, habiendo renacido una y otra vez a través de avatares terrenales, con Khonshu venciendo a Ra en cada instancia. Más tarde se reveló que Khonshu es el dios del tiempo y de la venganza.
En el Antiguo Egipto, Khonshu se hizo pasar por un faraón humano en la ciudad egipcia de Tebas, la sede de adoración de Ammon Ra. Al mismo tiempo, Osiris se hizo pasar por un gobernante mortal en la ciudad egipcia de Heliópolis. Kang el Conquistador llegó al Antiguo Egipto en busca del Dios del Tiempo Buscando tres artefactos unidos en un bastón de Khonshu para dominar el tiempo, el complot de Kang se ve obstaculizado cuando el bastón se rompe, esparciendo los tres componentes que necesita.
Khonshu visitó a Marc Spector, un joven cuya mente estaba rota y dividida en diferentes personalidades, y lo eligió como su avatar. Lamentablemente, su familia lo envió al Hospital Psiquiátrico de Putnam para recibir tratamiento. Después de la muerte de su padre, a Marc se le permitió salir del hospital temporalmente para asistir al funeral y a un almuerzo tardío, pero, después de escuchar la voz de Khonshu, se escapó.
En la actualidad, Khonshu luego resucitó a Marc Spector y lo bendijo con poderes y habilidades sobrehumanas bajo la Luna. Cuando Spector y Marlene viajaron a Egipto, ella fue secuestrada por Jellim Yussaf, quien esperaba encontrar el tesoro escondido en la Tumba de Seti II. Caballero Luna siguió la pista y durante la pelea encontró la cámara perdida, cayendo en los brazos de una estatua de Khonshu. La deidad envió una ráfaga de viento, lo que permitió a Caballero Luna deslizarse hacia abajo para noquear a Yussaf. Marc decidió retirarse como justiciero y vendió su estatua de Khonshu que fue comprada por Anubis el Chacal, un antiguo enemigo de la Deidad de la Luna. Khonshu visitó a Marc en sus sueños con la esperanza de traerlo de regreso como su campeón en la Tierra. Más tarde se rindió y viajó a Egipto, donde conoció a los Sacerdotes de Khonshu que le proporcionaron armas y un traje diseñado por el viajero del tiempo Hawkeye miles de años antes. Le informaron que sus poderes se vieron afectados por las fases de la luna y que serían más fuertes en su máxima expresión. Usando sus nuevos poderes, derrotó a Anubis y recuperó su estatua que lo protegió cuando el templo se derrumbó.
Durante la historia de "Blood Hunt", un flashback de hace eones tenía a Khonshu, formó una alianza de los dioses del oeste (Enéada) y del Oeste (orishas) en el lugar donde actualmente se encuentra la nación de Wakanda: Bast, Eshu, Gherke, Ptah y Kokou, el Siempre Ardiente, luchando contra Varnae (el primer vampiro) después de que robó Vibranium de los Fuegos de Ptah.Hunter's Moon y Tigra liberan a Khonshu de una prisión asgardiana con la ayuda del Demoledor. Khonshu luego hace que la Luna sea visible en el cielo cuando Caballero Luna y los Puños de Khonshu aparecen para ayudar a luchar contra los vampiros.

## Poderes y habilidades
Khonshu tiene los poderes convencionales de la Enéada (los dioses heliopolitanos), como fuerza sobrehumana (Khonshu puede levantar (presionar) 60 toneladas), durabilidad sobrehumana (posee una durabilidad sobrehumana que le permite soportar niveles no especificados de lesiones), factor de curación regenerativo (a pesar de su durabilidad divina, es posible herir a Khonshu, pero cualquier tejido dañado se cura mucho más rápido y mejor que incluso el humano más saludable), la inmortalidad (es extremadamente longevo y es inmune a las enfermedades y el envejecimiento), manipulación mágica (Khonshu puede manipular energías místicas para efectos sobrenaturales como la teletransportación interdimensional, la telepatía, la curación de heridos, la resurrección, los terremotos y para otorgar poderes sobrehumanos a seres mortales como el Caballero Luna), lunakinesis (Khonshu aparentemente pudo manipular objetos hechos de rocas lunares (incluido Uru)) y absorción de poder (Khonshu pudo robar los poderes de varios héroes y almacenarlos dentro de algunos Ankhs).

## Otras versiones

### Tierra-6160
En las páginas de "Ultimate Invasion", Maker visita la Tierra-6160 y la rehace a su propia imagen. Lord Khonshu y Lord Ra gobiernan los Reinos Superior e Inferior. Según Emmanuel da Costa en su charla con Howard Stark durante la reunión de Maker con los otros líderes en algún momento después de la muerte de Obadiah Stane, Lord Khonshu sólo habla cuando la Luna está afuera.En el momento en que Maker y Howard Stark estaban atrapados en la ciudad, Lord Khonshu fue visto más tarde con los otros líderes cuando Henri Duggary les habló de Iron Lad liderando una infiltración en Latveria.
Lord Khonshu y Lord Ra van juntos como el Caballero Luna. Trabajan para anexar el resto de África, ya que terminan enfrentando la oposición de Wakanda después de que una atacante suicida enviada por ellos intentó apuntar a T'Challa solo para que T'Chaka empujara a su hijo fuera del camino y recibiera la explosión.
Después de que Pantera Negra y Dora Milaje frustran las fuerzas del Caballero Luna, Lord Khonshu y Lord Ra son informados de ello por una persona interna aún no identificada que fue responsable de colar a la atacante suicida. Lord Khonshu afirma que han estado reteniendo El continente africano en el vacío de Maker cuando Lord Ra afirma que necesitan la información y las debilidades de Wakanda. Mientras la persona interna anónima le dice a Lord Khonshu y Lord Ra que mantengan la guerra para que sean los ojos de Caballero Luna, Lord Khonshu instruye a la persona interna anónima que busque un camino hacia la victoria pronto. Después de que la persona anónima les envía la información y el plan, Lord Ra le pregunta a Lord Khonshu si confía en su espía. Lord Khonshu afirma que confiará en que la persona anónima querrá que Wakanda caiga.
Después de que el agente del Caballero Luna que solía ser Dora Milaje no logró matar a Okoye, Lord Khonshu usa sus habilidades para reducirla a un esqueleto. En el Templo de Ra, Lord Ra le dice a Lord Khonshu que su contacto con Dora Milaje había fallado y que Pantera Negra conoce los poderes que buscan. Luego se le dice a Lord Khonshu que reúna a los que estén dispuestos a atacar Wakanda bajo la luz de la Luna.
Más tarde, Lord Khonshu interroga a un granjero de una de las tierras que conquistaron Lord Khonshu y Lord Ra acerca de haber visto a Pantera Negra mientras el granjero culpa a Lord Khonshu y Lord Ra por la invasión que mató a su hijo. Lord Khonshu luego procede a darle poder y lo envía a la ubicación de Shuri. Después de una breve pelea con Shuri y Tormenta, el granjero consigue el gran orbe verde que se encoge en su mano y es teletransportado de regreso a Lord Khonshu. Tras la muerte del granjero como efecto secundario cuando le dicen que ahora se unirá a su hijo, Lord Khonshu y Lord Ra reclaman el orbe verde mientras Lord Khonshu le dice a Lord Ra que construirán un reino mañana.

### Universo X
En la saga Universo X se sugiere que Uatu el Vigilante que vive en la luna fue la inspiración original para el dios lunar egipcio Khonshu.

## En otros medios
- Khonshu aparece como un disfraz alternativo para Moon Knight en el videojuego Marvel: Ultimate Alliance, sin embargo, es la versión de Moon Knight en el momento en que Khonshu habitaba el cuerpo de Marc Spector.
- Khonshu aparece en la serie de televisión de acción en vivo Marvel Cinematic Universe (MCU) Moon Knight (2022), interpretado por Karim El-Hakim y con la voz de F. Murray Abraham.[1][19] Khonshu, el dios egipcio de la luna, es un marginado entre los dioses por librar una "guerra de un solo dios contra las injusticias percibidas", lo que le obliga a encontrar y utilizar a su avatar, Marc Spector.[1] Esta versión fue descrita por el escritor principal de la serie, Jeremy Slater, como una deidad "imperiosa y una especie de mocosa y vengativa", que es propensa a las rabietas y está lidiando con sus propias inseguridades,[20] y agregó que estaba más interesado en una versión del personaje que tuviera "sus propias fallas y debilidades morales" en lugar de una que "siempre tuviera razón e impermeable a los errores". Abraham llamó a Khonshu "escandaloso" y "capaz de hacer cualquier cosa y salir de ella con encanto". Además, Abraham creía que Khonshu era desinteresado y estaba dispuesto a sacrificarse de la misma manera que exige el sacrificio de los demás.[21] El Hakim proporcionó la actuación en el set del personaje[1] mientras que Abraham le da voz al personaje.[19] Además, Isaac interpreta brevemente a Khonshu en el tercer episodio, "The Friendly Type", ya que posee a Spector para emitir una advertencia al consejo de dioses egipcios y sus avatares.[21][19]